# Lista negra
Una lista negra es una lista de personas, instituciones u objetos que deben ser discriminados en alguna forma con respecto a los que no están en la lista. La discriminación puede ser social, técnica o de alguna otra forma. Cuando la discriminación es positiva se habla de lista blanca.
Su uso puede ser repudiable ya que, en general no se ajusta a las normas legales que otorga el derecho a las personas: un juicio justo, derecho a la defensa, suposición de inocencia, etc. Así, el tribunal de Lüneburg, Alemania, prohibió el 27 de septiembre de 2007 (Az. 7 O 80/07) a un proveedor de servicios de servidores colocar en la lista negra de su servidor de correo electrónico a un competidor que enviaba spam. El tribunal consideró la libre competencia de las empresas más relevante que la protección contra spam.

## Orígenes
El dramaturgo inglés Philip Massinger usó la frase "lista negra" en su tragedia de 1639 The Unnatural Combat.
Después de que la restauración de la monarquía inglesa llevara al trono a Carlos II de Inglaterra en 1660, una lista de regicidios nombró a los que serían castigados por la ejecución de su padre. Los documentos estatales de Carlos II dicen: "Si se encuentra alguna alma inocente en esta lista negra, que no se ofenda conmigo, pero considere si algún principio o interés equivocado puede no haberlo engañado a votar".En una historia de 1676 de los acontecimientos que condujeron a la Restauración, James Heath (un partidario de Carlos II) alegó que el Parlamento había aprobado una ley que requería la venta de propiedades, "Y en esta lista negra ahora se puso al conde de Derby, y otros desafortunados realistas".
Edward Gibbon escribió en The History of the Decline and Fall of the Roman Empire (1776) of Andronicus que "Su memoria estaba almacenada con una lista negra de enemigos y rivales, que habían traducido su mérito, se habían opuesto a su grandeza o insultado sus desgracias".
La primera referencia publicada a la inclusión en la lista negra de un empleado data de 1774. Esto se convirtió en un importante problema de empleo en las ciudades mineras y de empresas estadounidenses, donde la inclusión en listas negras podría significar una pérdida completa de medios de vida para los trabajadores que se declararon en huelga. El informe de 1901 de la Comisión Industrial declaró: "No había duda en la mente de los trabajadores de la existencia del sistema de inclusión en la lista negra, aunque era prácticamente imposible obtener pruebas de ello". Citó un informe noticioso de que en 1895 un ex director del Ferrocarril Atlántico y del Pacífico se suicidó, después de haber estado sin trabajo desde una huelga: "Dondequiera que fuera, la lista negra estaba por delante de él".
Aunque la Ley Nacional de Relaciones Laborales de 1935 prohibió las listas negras punitivas contra los empleados que apoyaban a los sindicatos o criticaban a sus empleadores, la práctica continuó en uso común. La Ley Taft-Hartley de 1947 hizo enmiendas que sostenían la inclusión en la lista negra al afirmar el derecho de los empleadores a ser antisindicales y al exigir a los líderes sindicales que hicieran juramentos de lealtad que tuvieron el mismo efecto que la lista negra de Hollywood. Desde entonces, las demandas por despido injusto han llevado a que la inclusión en la lista negra sea encubierta o informal, pero sigue siendo común.

## Listas negras en la política y en la sociedad
- Las versiones clásicas son las listas de proscripción, que eran utilizadas en la Antigua Roma de los tiempos de Lucio Cornelio Sila. En ellas estaban los nombres de los indeseados por el régimen que debían ser asesinados.
- El Index Librorum Prohibitorum fue el índice oficial de libros prohibidos por la Santa Sede.
- En las dictaduras a menudo existen listas con los enemigos del régimen y los libros prohibidos.
- Los grupos terroristas suelen tener listas con los objetivos de secuestro, extorsión, o asesinato.
- En los EE. UU., durante el macarthismo, personas denunciadas como comunistas o antiestadounidenses pasaban a formar parte de listas negras. Las personas incluidas en estas listas tenían grandes dificultades para ser contratadas. El uso de estas listas fue especialmente notable en la industria del cine (la lista negra de Hollywood), y algunos de los represaliados más conocidos fueron Charlie Chaplin y los llamados diez de Hollywood. La lista negra de Hollywood fue la práctica de negar el empleo a guionistas, actores, directores, músicos, y otros profesionales del entretenimiento estadounidenses durante la mitad del siglo XX porque fueron acusados de tener simpatía o lazos comunistas. A los artistas se les impidió trabajar. Incluso durante el periodo de su aplicación más estricta, desde finales de los años 1940 hasta finales de años 1950, la lista negra era rara vez se hacía explícita o verificable, sino que directamente dañaban la carrera profesional de decenas de personas que trabajaban en la industria del cine. La primera lista negra sistemática de Hollywood fue instituida el 25 de noviembre de 1947.[9]
- Lista negra peronista: En Argentina, después de iniciar su primera presidencia Juan Domingo Perón, su ministro, Raúl Apold, mantenía un férreo control sobre la actividad artística y era conocido su poder de veto para que determinados actores no fueran contratados por las radios, teatros y productoras cinematográficas. No eran comunicaciones oficiales. El funcionario consideraba importante lograr que artistas nacionales y extranjeros proclamaran las bondades del gobierno y no aceptaba una negativa a colaborar[cita requerida]: los actores Agustín Barrios, Alberto de Mendoza, Orestes Caviglia, María Rosa Gallo, Claudio Martino y Camilo Da Passano fueron despedidos de la obra Prontuario, que producía y dirigía Luis Sandrini en el Teatro Astral por negarse a firmar una nota apoyando la reelección de Perón; de ellos solamente Mendoza pudo reintegrarse a la actividad un año después, gracias a la intercesión de Fanny Navarro, en tanto los otros sólo pudieron trabajar en el interior del país o en el extranjero.[10][11][12][13]
- En Argentina, entre 1955 y 1959, durante las dictaduras de Eduardo Lonardi y Pedro Eugenio Aramburu se prohibió la actuación de figuras artísticas y culturales por haber tenido contacto con el justicialismo. Entre ellos Hugo del Carril, que luego pasó a estar detenido por orden judicial en el penal de las Heras. Los artistas vinculados con el peronismo fueron incluidos en listas negras, incluso obras como "La Quintrala, doña Catalina de los Ríos y Lisperguer", que se retiró de cartel por orden oficial de la dictadura. La llamada "Revolución Libertadora", dificultó también, hasta su bajada de cartel, los filmes "Más allá del olvido" y "Una cita con la vida".[cita requerida][14] Se generó una grave crisis en el ambiente del cine, muchos estudios de cine fueron cerrados[cita requerida] y una gran cantidad de actores quedaron sin empleo y debieron exiliarse. El dictador Pedro Eugenio Aramburu dictó la suspensión de centenares[cita requerida] de atletas que fueron proscritos por razones políticas, entre los más destacados varios medallistas olímpicos como Eduardo Guerrero, Tranquilo Cappozzo, y Mary Terán de Weiss, así como otros deportistas olímpicos fueron vetados durante la dictadura de Pedro Eugenio Aramburu y posteriormente de Isaac Rojas.[15][16] Los campeones mundiales de básquet de 1950, el campeón sudamericano de bochas Roque Juárez, los corredores Walter Lemos y Osvaldo Suárez, fueron proscriptos y hostigados por su dictadura, también al boxeador José María Gatica se le retiro la licencia y se le prohibió competir.[17] Durante el Proceso de Reorganización Nacional intelectuales y figuras de la cultura fueron considerados peligrosos por el régimen, como Julio Cortázar, Héctor Alterio, Mercedes Sosa; María Elena Walsh, Federico Luppi, etc.[18]
- En Chile se corrió el rumor de listas negras durante el gobierno socialista de Salvador Allende. Posteriormente, los Archivos desclasificados de la CIA liberados a partir de 1999, negaron tajantemente dicha osibilidad, demostrando que las supuestas listas formaban parte de la guerra psicológica de la Marina de Chile para justificar el Golpe de Estado. El plan se usó como una de las justificaciones del Golpe de Estado, y jugó un papel determinante en la radicalización de los militares y civiles partidarios de la dictadura militar, que temiendo ser víctimas de crímenes alevosos por los izquierdistas, impusieron la lógica de "ellos o nosotros"[19]
- En Venezuela, el diputado chavista Luis Tascón publicó en su página web una lista de los ciudadanos que habían firmado para activar el referéndum revocatorio. Dicha lista fue usada luego por los organismos gubernamentales para discriminar a los trabajadores públicos que aparecían en ella.[20]
- En El Salvador durante los años de la guerra civil salvadoreña existieron de forma extensa y casi pública las listas negras, usadas mayoritariamente por los escuadrones de la muerte de El Salvador, como medio de propaganda y terror sistemático contra la población civil o los opositores políticos que reclamaban un estado de derecho y respeto a los derechos humanos.
- En Argentina durante el Proceso de Reorganización Nacional se confeccionaron listas negras de unos 330 intelectuales, comunicadores sociales y artistas. Entre ellos estaban los actores Norma Aleandro y Héctor Alterio, la cantante folklórica Mercedes Sosa, el escritor Julio Cortázar o el pianista, director y compositor de tango Osvaldo Pugliese, quienes se oponían al gobierno militar.[21]
- Lista negra de compañías aéreas prohibidas en la Unión Europea

## Listas Robinson
Las listas Robinson son un tipo de lista blanca: listas de personas que no desean recibir publicidad no solicitada y son válidas para el correo postal o electrónico, mensajes SMS, teléfono y fax. En aquellos países en que existen el empresariado se ha comprometido a respetar ese deseo. Algunos critican la existencia de dichas listas con el argumento de que la publicidad puede ser enviada sólo a las personas que expresamente la solicitan.

## Listas negras en la tecnología de la información
En Internet, una lista negra o black list es una lista donde se registran las direcciones IPs que generan spam de forma voluntaria o involuntaria.
La Real-time Blackhole List (RBL), creada in 1997, era inicialmente un BGP alimentado por Paul Vixie, y posteriormente un DNSBL por Eric Ziegast como parte del Mail Abuse Prevention System (MAPS) de Vixie.
Las listas negras son libres de tal forma que alguien de manera malintencionada puede añadir IP inocentes e impedir que lleguen correos válidos.
Muchos programas permiten configurar una lista de direcciones de Internet con las cuales no debe contactarse, por distintos motivos:
- Servidores de correo electrónico de los que no debe aceptarse correo. Ver Open Relay.
- Servidores de http de los que no se debe recibir cookies, imágenes o páginas.
- Computadoras conectadas a la Internet de las cuales no deben aceptarse conexiones SSH, FTP, etc.

### Terminología
Términos relacionados:
- RBL es un acrónimo de "Real-time Blackhole List". Es el nombre del primer sistema que uso esta tecnología. Es una marca registrada de MAPS. Hay otras listas que son de libre distribución y que cumplen con los mismos requerimientos.
- DNSBL es un acrónimo de "DNS blacklist". El uso de la palabra “lista negra” genera controversia. El término "rejectlist" ha sido usado por muchos desde sus inicios.
- DRBL es un acrónimo de "Distributed Realtime Block List".
- DNSWL es un acrónimo de "DNS whitelist". Es una lista de direcciones IP que se quiere tratar de manera correcta.
- RHSBL es un acrónimo de "Right Hand Side Blacklist". Es similar a DNSBL lo único que con nombre de dominio en vez de direcciones IP. El término viene del lado derecho de las direcciones de mail “@dominio”.
- URIBL es un acrónimo de "Uniform Resource Identifier Blacklist". Al contrario que RHSBL, enumera los nombres del dominio usados en URIs en vez de en direcciones del Correo electrónico.